# Pomarea
Pomarea é um gênero de aves da família Monarchidae.
Espécies reconhecidas:
- Pomarea dimidiata (Hartlaub & Finsch, 1871)
- Pomarea nigra (Sparrman, 1786)
- †Pomarea pomarea (Lesson & Garnot, 1828)
- Pomarea mendozae (Hartlaub, 1854)
- Pomarea mira Murphy & Mathews, 1928
- †Pomarea nukuhivae Murphy & Mathews, 1928
- Pomarea iphis Murphy & Mathews, 1928
- †Pomarea fluxa Murphy & Mathews, 1928
- Pomarea whitneyi Murphy & Mathews, 1928